# Nancy Agag
Nancy Agage (tiếng Ả Rập: نانسي عجاج, sinh ngày 2 tháng 3 năm 1979) là một ca sĩ kiêm nhạc sĩ người Sudan. Phong cách âm nhạc của cô là độc nhất. Cô có phong cách của các ca sĩ người Sudan cũ và một loạt các giai điệu jazz lạc quan. Cô viết và sản xuất một số bài hát của riêng mình. Cô ấy có một số album thu âm. Với sự nghiệp bắt đầu từ năm 2004, Nancy Agage đã thực hiện các buổi hòa nhạc tại Sudan, Mỹ, Anh, Canada, Qatar và Hà Lan.

## Cuộc sống cá nhân
Cô sinh ra ở Omdurman và lớn lên ở Hà Lan, nơi cô học Lịch sử xã hội và dạy nhạc. Cha của cô, Badr al-Din Agag, là một nghệ sĩ, và đã bị sát hại khi trở về Sudan.